# Фланцевий захист
Фланцевий захист, Щілинний захист (рос. фланцевая (щелевая) защита, англ. flange protection, нім. Flanschschutz m) — особливе (за допомогою фланців) з'єднання частин захисних оболонок рудникового електрообладнання, при якому щілини, що утворюються між з'єднаними частинами, мають форму й розміри, які не допускають передачі внутрішнього вибуху в оболонці у навколишнє вибухонебезпечне середовище. Для метано-повітряної суміші величина критичної щілини 1 мм.